# Tantive IV
Tantive IV – fikcyjny statek kosmiczny z uniwersum Gwiezdnych wojen. „Tantive” to korweta koreliańska typu CR-90 (zbudowana przez Corellian Engineering Corporation), stanowiąca własność rządu planety Alderaan i przystosowana specjalnie do misji dyplomatycznych. Ze względu na pełnione funkcje znana też była jako „republikańskie awizo dyplomatyczne”, a później - „rebeliancki łamacz blokad”. Z początku nieuzbrojona, podczas wojen klonów wyposażona w atrapy działek turbolaserowych, podczas galaktycznej wojny domowej uzbrojona w dwie wieżyczki z podwójnymi turbolaserami.

## Historia
W roku 0 ABY, podczas misji mającej na celu uzyskanie planów Gwiazdy Śmierci, okręt przechwycony został w pobliżu planety Tatooine przez imperialny Gwiezdny Niszczyciel Lorda Vadera. Ze względu na nienaprawiony błąd konstrukcyjny korweta została obezwładniona celnym strzałem ścigającego ją okrętu, co doprowadziło do abordażu i pojmania księżniczki Lei przez siły Imperium. Podczas ataku z okrętu zdołały przy użyciu kapsuły ratunkowej umknąć dwa droidy: C-3PO oraz R2-D2 - ten drugi będący w posiadaniu poszukiwanych przez Imperium planów. Wydarzenia te przedstawione zostały w filmie Nowa Nadzieja.
Uważa się, że „Tantive IV” została zgodnie z poleceniem Lorda Vadera całkowicie zdemontowana i zniszczona, aby uwiarygodnić informację o rzekomej katastrofie i zaginięciu całej jednostki wraz z jej pasażerami.